# Aloysius Anagonye
Aloysius Anagonye, né le 10 février 1981 à Southfield (États-Unis), est un joueur professionnel américano-nigérian de basket-ball. Il mesure 2,03 m.

## Biographie
Il effectue son cursus universitaire en NCAA avec les Spartans de l'université d'État du Michigan. Lors de la saison 1999-2000, les Spartans, qui comprennent dans leur effectif Morris Peterson, Mateen Cleaves et Jason Richardson, remportent le titre national.
International nigérian, Aloysius Anagonye a participé aux championnats de monde 2006 au Japon et aux championnats d'Afrique 2007 en Angola et 2009 en Libye.

## Clubs successifs
- 2003-2004 :  Olimpija Ljubljana (1. A SKL)
- 2004-2005 :  Basket Livourne (LegA)
- 2005-2006 :  Joventut Badalone (Liga ACB)
- 2006-2007 : 
  -  D-Fenders de Los Angeles (D-League)
  -  Premiata Montegranaro (LegA)
- 2007-2008 :  Entente orléanaise (Pro A)
- 2008-2009 :  Hapoël Gilboa Galil Elyon (Ligat Winner)
- 2009-2010 :  Atapuerca Burgos (LEB Oro)
- 2010-2011 : 
  -  Olimpija Ljubljana (1. A SKL)
  -  CB Valladolid (Liga ACB)
- 2011-2012 : sans club
- 2012-2013 :  KAE Ilisiakos (ESAKE)
- 2013-2014 :  Paris-Levallois Basket (Pro A)
- 2014-2015 :  SOM Boulogne-sur-Mer (Pro A)
- 2015-2016 :  Pertevniyal SK (TB2L) 2 matchs
- déc 2016-2017 :  ALM Évreux (Pro B)
- déc 2017 :  Cergy-Pontoise BB (NM2)
- 2018 :  ALM Évreux (Pro B)
- 2019-2020 :  Levallois Sporting Club (NM3)

## Palmarès
- Avec les Spartans de Michigan State :
  - Champion NCAA en 2000

- Avec Olimpjia Ljubljana :
  - Supercoupe de Slovénie 2003
  - Champion de Slovénie en 2004
  - Coupe de Slovénie 2011

- Avec Joventut Badalona :
  - Vainqueur de l'EuroCoupe en 2006

- Avec le Paris-Levallois Basket :
  - Match des Champions 2013